# 威爾斯曼 (伊利諾伊州)
威爾斯曼（英語：Wilsman）是位於美國伊利諾伊州拉薩爾縣的一個非建制地區。該地的面積和人口皆未知。

## 地理
威爾斯曼的座標為41°10′16″N 88°55′55″W / 41.17111°N 88.93194°W，而該地的平均海拔高度為195米（即640英尺）。